# 富兰克林·德里隆
富兰克林·马格努奥·德里隆（英語：Franklin "Frank" Magtunao Drilon，1945年11月28日—），是菲律宾参议院议长、司法部长。

## 生平
1945年，出生。
1969年，毕业于国立菲律宾大学法学院。
1991年，任执行部长。
1992年，任司法部长。
2000年，任参议院议长。